# Tapul
Tapul è una municipalità di quinta classe delle Filippine, situata nella Provincia di Sulu, nella Regione Autonoma nel Mindanao Musulmano.
Tapul è formata da 15 baranggay:
- Alu-Kabingaan
- Banting
- Hawan
- Kalang (Pob.)
- Kamaunggi
- Kanaway
- Kanmangon
- Kaumpang
- Pagatpat
- Pangdan
- Puok
- Sayli
- Sumambat
- Tangkapaan
- Tulakan